# Данилівка (Корюківський район)
Дани́лівка — село в Україні, у Менській міській громаді Корюківського району Чернігівської області. Населення становить 504 осіб. До 2020 орган місцевого самоврядування — Данилівська сільська рада. Розташоване на відстані 6 км від центру громади і залізничної станції Мена та за 6 км від автошляху Чернігів — Новгород-Сіверський. Сільській раді було підпорядковане село Веселе.

## Географія
Данилівка розташована на рівнинній місцевості по обох берегах річки Сперш — правої притоки річки Мени. Поблизу села знайдені кургани епохи бронзи (II тисячоліття до н. е.) і часів Київської Русі (IX—XIII століття).
Неподалік села знаходиться курган Велика могила II—I тис. до н. е..

## Історія
Вперше Данилівка згадується в письмових джерелах середини XVII століття. За легендою свою назву село одержало від одного з перших жителів, якого звали Данило.
За переказами село заснував менський сотник Степан Данилів, який дав селищу власне ім'я. З часом, з хутору виросло село Данилівка, яке належало до Менської сотні. За переписом 1732 р. у с. Данилівка проживав 31 козак і 22 підсусідки — господарі, зубожілі селяни, які не мали власних хат і жили в дворах багатіїв, працюючи на них. Це були переселенці з різних районів України, на Менщині підсусідками в основному були переселенці з Південної Білорусі та Правобережжя. Внаслідок цього в розмові сучасних данилівців збереглося досить багато білоруських слів. Крім того, за переписом видно, що Данилівка була найменшим селом сотні.
Козаки сотні, отже й Данилівки брали участь у повстанні Пушкаря, російсько-турецьких та російсько-шведських війнах. Через Данилівку проходила важлива військово-транспортна дорога з Сосниці на Городню. З данилівки ця дорога йшла на Синявку, існує вона й зараз як польова дорога.
Займались тоді данилівці землеробством, вирощували в основному гречку, а жито та овес купували. Також вирощували дуже багато тютюну, який продавали скупщикам чи відвозили на ринок і мали від цього прибутки.
Після указу Катерини ІІ в 1783 відбулось юридичне оформлення закріпачення селян. Наприкінці 18 ст. — на поч. 19 ст. частина землі з селянами належала поміщикам Бобирам, нащадкам стольненського сотника та Марковичам. З архівних документів відомо про двох представників роду Бобирів, які мали землі в Данилівці: приказ-капітана М. Бобиря та майора Гаврила Бобиря, достатньо  багатої людини, яка мала землі крім Данилівка ще і в Мені та Стольному.
З Марковичів відома штабс-капітанша Марія Марковічева, вона, як і наведені вище представники роду Бобирів, жила  в середині 19 ст. Тодішній вигляд села можна уявити з опису маєтності М. Бобиря в 1859 р.
«…в Данилівці селян 80, Феськівці 3, Блистові 20, Мені 3, хуторі Блістовському 20, Всього 117 душ чол. статі, землі городної 53 дес., орної 834 дес., сіножатної 130 дес., шляхової 8 дес., всього 1025 дес. В с. Данилівка панський дерев'яний с кам'яним фундаментом з 10 кімнатами, покритий „ шельовкою“, пригосподський будинок, хлів, госп. будівлі біля саду, водяний млин на р. Сперш, інший млин від вітра стоїть, нижче села та 5 пасік площею 54 дес.»
Але не все виходило у господарюванні панів отож і доводилось селянам змінювати своїх власників, так у 50-х роках Марія Марковічева через фінансові негаразди продала частину свого господарства разом з кріпосними поручику Омелюті.
В пореформенний час (з 1861 року) село росло швидкими темпами. В 1866 році в селі налічувалось 123 двори і проживав 601 житель; в 1897 р. — 198 дворів. Про це свідчить «Статистичний опис Сосницького уїзду Бабської волості „ 1872 р. Тоді с. Данилівка Сосницького уїзду Бабської волості мало дерев'яну церкву –одну, та 154 двори 918 мешканців. Для порівняння в 1866 р. — 123 двори 601 мешканець, а пізніш у 1897 р. — 198 дворів 866 осіб. Основним заняттям тодішніх данилівців було землеробство, частково ремесло: чоботарське та шевство“. В селі у цей час мали дачі чи землі такі дворяни — Г. Бобирьов, Марковичева, Корниенкова, Бучинський, Яновський, Карташевські, ще два прізвища написані нерозбірливо. Старостою, який підписав опис села, був Савва Кравченко.
Поховані були майже всі дворяни на місцевому цвинтарі біля церкви. Під час більшовицької окупації цвинтар знищили, а могильні плити почали використовувати як фундамент при будівництві колгоспних споруд. З плит зробили фундамент механічної мукомельні. На жаль, мало, що залишилось від них, а що залишилось потроху знищили. Один з  написів на плиті був таким: Жена полковника Бучинского Анна Марковна род. в 1847, умерла в 1906. Інший пам'ятник був якомусь учаснику російсько-французької війни 1812 року.
Щодо зовнішньої картини села, то можна додати дані опису 1919 р. де зазначається, що село має 1 копанку, 3 озера та 23 колодязя.
Наприкінці 19 ст. у Данилівці у сім′ї нащадків запорозьких козаків народився знаменитий кобзар та удосконалювач бандур Корнієвський Олександр Самійлович (21.03.1889 —31.01.1988). Його батько, який працював у Мені, мав приязні стосунки з графом Л. Н. Толстим, існує версія про те, що під час своїх подорожей, він заходив до батька О. С. Корнієвського у Мену, отже цілком ймовірний візит графа Л. Н. Толстого у Данилівку.
У 1905—1907 рр. у Данилівці відбулися виступи селян проти поміщиків.
У період з 1917 по 1920 роки у селі кілька разів змінювалась влада. Остаточну влади отримали російські більшовицькі окупанти.
У 20-ті роки у селі створено Комітет незаможних селян на чолі з безпартійним Т.Чересельським, сільвиконком на чолі з Корнієвським Є., пункт осіменіння худоби. Членів КНС у цей час було дуже мало, тобто тих кого на могла реально опертися більшовицька партія — 27 осіб з загальної кількості населення 1053 мешканця у 217 дворах (1924р).
Село постраждало від репресій — заможних селян грабували та виселяли до Сибіру, Голодомору 1932—1933 років та примусової колективізації.
На початку 1917 року в селі налічувалося 1000 десятин землі. Поміщики й заможні селяни мали 650 десятин, селяни-середняки — 300 десятин, селяни-бідняки — 50 десятин землі. Малоземельні та безземельні селяни, а також селяни-середняки брали землю у поміщиків в оренду.
Радянська влада в селі вперше була встановлена в січні 1918 року В 1929—1932 рр. у Данилівці активно працювали лікнепи. За допомогою їх неписьменність серед населення була в основному ліквідована. В 1930 р. в Данилівці збудовано клуб на 150 місць, створено бібліотеку.
В 1929 році було організовано першу сільськогосподарську артіль „Комуніст“, у якій спочатку налічувалося 19 дворів. Через рік була створена друга артіль ім. Петровського. Навесні 1932 р. ці дві артілі були об'єднані в один колгосп, який отримав назву „Комуніст“.
Більшість жителів були середняками, і вступати у колгоспи вони не бажали. В кожному з трьох створених колгоспів до 1932 року було приблизно по 70 господарств. Ще в 1930 році одного разу автор свідчень побачив великий (близько 15 метрів довжиною) напис крейдою на паркані: „Добьем кулака как класс!“. Після цього були організовані групи, які агітували вступати до колгоспів. Незабаром вночі почалися підпали найбільш заможних господарств.
Одразу ж пішли чутки, що активісти палять хліб, щоб настрахати людей голодом і примусити їх піти у колгоспи. Але у колгоспи все одно вступає дуже мало людей, і тоді було прийнято рішення розкуркулювати міцних господарів і відправляти їх на висилку. Нами були розкуркелені сім′ї середняків Дубровного, Олійника, Невжинського, Левенця, Ковшара, Серьодки та інших. Хліб у них забрали, а клуні спалили. Найбільш швидкі темпи колективізація набрала у 1932 році, коли при парткомі були створені групи поколективізації» (Із свідчень Куця Олексія Кузьмича, уродженця села Синявка Березинського, нині Менського району Чернігівської області). Тким чином, більшовицька окупація принесла жителям села лише смерть та страждання.
В Данилівці діє Троїцька церква 1876 року, яка нині підпорядкована Московському патріархату.
На початку німецько-радянської війни в Данилівці було створено винищувальний загін на чолі з Михайлом Козирем.
Німецькі солдати окупували село 11 вересня 1941 року. 19 вересня 1943 року село знову було окуповане Красною армією.
Під час німецької окупації німці вчинили розправу над місцевим населенням. 16 місцевих жителів, активістів, було спалено живими, 40 — вивезено на різні роботи в Німеччину, рятуючи їм життя.
На фронтах німецько-радянської війни боролися з ворогом 287 місцевих жителів, 158 з них за мужність і героїзм нагороджені орденами і медалями колишнього СРСР, 120 — загинули у боях з Вермахтом. В партизанському загоні, що діяв на Корюківщині, активну участь у боротьбі з ворогом брала жителька Данилівки Г. П. Босенко та її одинадцятирічний син Леонід. Жителі села не брали участі у визвольній боротьбі Української повстанської армії проти Красної армії.
У післявоєнний період за самовіддану працю 103 передовики виробництва нагороджені орденами і медалями. В 1992 р. колгосп «Комуніст» був реорганізований у клективне сільськогосподарське підприємство «Нива», а в березні 2000, у відповідності з указом Президента України, реформовано у сільськогосподарський кооператив «Нива».

## Сьогодення
У Данилівці загальноосвітня школа I—II ступенів у 2000-х роках налічувала (на момент видання книги Калібаби Д. П., Соляника В. С. «Наша рідна Менщина», 2003 р.) налічувала 13 учителів і 77 учнів. У 2016 році школу намагалися закрити. У 2016—2017 рр. налічувала 30 учнів, станом на вересень 2018 — лише 21 учень, через що школа припинила своє існування і замість неї було створено філіал Березнянської ЗОШ.
В селі діє клуб на 150 місць, 2 бібліотеки, фельдшерсько-акушерський пункт, кафе, два магазини. Діє дерев'яна Троїцька церква, збудована в 1876 р.
В селі зведено пам'ятник односельцям, що полягли в боях із Вермахтом. На братській могилі жителів села, спалених гітлерівцями, встановлено меморіальний знак.
Станом на 01.01.2000 р. в Данилівці нараховувалось 229 дворів і проживало 536 чоловік.
12 червня 2020 року, відповідно до розпорядження Кабінету Міністрів України № 730-р «Про визначення адміністративних центрів та затвердження територій територіальних громад Чернігівської області», увійшло до складу Менської міської громади.
19 липня 2020 року, в результаті адміністративно-територіальної реформи та ліквідації Менського району, село увійшло до складу Корюківського району.

## Відомі люди
Уродженцями села є О. С. Корнієвський — відомий майстер бандур та інших музичних інструментів, кобзар; В. В. Трохліб — поет, член Спілки письменників України; В. М. Невжинський — колишній голова Менської районної ради.
- Корнієвський Олександр Самійлович — український бандурист.